# Чайкин, Константин Юрьевич
Ча́йкин, Константи́н Ю́рьевич (23 ноября 1975, Ленинград) — российский изобретатель, часовой мастер. Заслуженный изобретатель Российской Федерации (2022).

## Трудовая деятельность
С 2003 года разрабатывает и создаёт сложные часы. Автор многих новых часовых функций, таких как индикаторы различных мировых летоисчислений, астрономических указателей и иных часовых устройств и усложнений. Изобрёл указатель ежегодно переходящей даты православной Пасхи. Чайкин неоднократно упоминается критиками как один из мировых экспертов высокого часового искусства. Член Международной Академии Независимых Часовщиков, Académie horlogère des créateurs indépendants (AHCI), а с 2016 г. по 2019 год был её президентом.
Впервые в России спроектировал и создал настольные часы с турбийоном, а также часы с указателем ежегодно переходящей даты православной Пасхи. В настоящее время возглавляет собственное предприятие полного цикла по производству часов luxury-класса — мануфактура «Константин Чайкин» (Konstantin Chaykin).
Автор книги «Часовое дело в России. Мастера и хранители», повествующей об истории русского часового дела и содержащей справки о знаменитых старинных часах России.
В 2015 году стал лауреатом конкурса Журнала Изобретатель и Рационализатор «Техника-колесница прогресса».
Победитель конкурса Гохрана России в 2016 г. в номинации «Часовое искусство».
Российский часовой бренд Konstantin Сhaykin получил международную премию выставки-салона независимых часовщиков Swiss Independent Watchmaking Pavilion (SIWP).
В 2018 году стал участником швейцарского Фонда Высокого часового искусства.
В 2018 году получил специальный приз «За дерзость» (Audacity prize) жюри женевского Гран-при высокого часового искусства GPHG за часы «Clown». Номинация часов Harley Quinn в категории «Женские часы» на GPHG-2022. В октябре 2022 года международное жюри международной премии Temporis включило Константина Чайкина в Зал славы Temporis.
27 декабря 2022 года Константин Чайкин награждён медалью Министерства финансов России «За трудолюбие и искусство».

## Изобретения и работы
Чайкин является автором 94 официально зарегистрированных патентов на изобретения в области прикладной механики и приборостроения (по состоянию на 1 февраля 2023 года). 17 ноября 2022 года Константин Чайкин удостоен звания «Заслуженный изобретатель Российской Федерации». 
25 сентября 2024 года официально зарегистрирован юбилейный сотый патент в списке Чайкина-изобретателя. 
29 апреля 2021 года в Москве на пленарном заседании XIII Международного форума «Интеллектуальная собственность – XXI век», проводимого Торгово-промышленной палатой Российской Федерации, российскому изобретателю Константину Чайкину вручена золотая медаль ВОИС «За изобретательство» (WIPO Medal for Inventors) за вклад в области технических наук в Российской Федерации.

### Первые в России настольные часы стурбийоном
Созданы в 2003 году. Являются первыми созданными в России настольными часами с турбийоном.

### Каретные часы с турбийоном
Созданы в единственном экземпляре в 2004-2005 годах. Стали победителями конкурса в номинации «Интерьерные часы высшей ценовой категории» на 6-м международном ежегодном интернет-конкурсе «Часы Года-2005». Находятся в экспозиции Политехнического музея.

### Первые в мире часы-пасхалия с указателем даты православной Пасхи
Создавались в 2004-2005 годах. Первое сложное часовое устройство, изобретённое Константином Чайкиным. Указатель даты православной Пасхи (православная пасхалия) выполнен на основе запатентованной позиционной конструкции с двумя перфорированными дисками и установлен в часы «Пасха Христова» (Easter of Christ Computus Clock). Также в механизме часов имеются турбийон и вечный календарь с четырёхзначной цифровой индикацией года. Часы изготовлены в единственном экземпляре, в настоящее время хранятся в коллекции мастера.

### Астрономические часы-пасхалия с указателем даты православнойПасхи
Создавались в течение двух лет. Закончены в 2007 году. Астрономические часы. Более 700 деталей. Находятся в покоях Святейшего Патриарха Московского и всея Руси Кирилла.

### Часы с мусульманским календарём
Созданы в 2006 году. Имеют функции: часы, минуты, секунды, индикатор запаса хода, день недели, число и месяц по григорианскому календарю, число, месяц по мусульманскому календарю Хиджра.

### Астрономические наручные часы-загадка на 1000 камнях
Создавались в течение полутора лет, были закончены в 2008 году. 1281 деталь. Стрелки часов «висят» в воздухе за счёт использования трёх сапфировых дисков. Функции: часы, минуты, число, месяц, фазы Луны, уравнение времени, индикатор запаса хода, карта звёздного неба.

### Наручные часы с 10-дневным запасом хода
Механизм диаметром 36 мм, разработан и изготовлен вручную в ателье Чайкина. Имеет три барабана, 21 камень, запас хода 10 дней, циркониевый баланс, частота 18000 полуколебаний в час.

### Наручные часы с указателями древнеиудейских единиц времени —хелекимирегаим
Часы, указывающие наименьшие единицы времени, используемые в вычислениях еврейского календаря. Механизм диаметром 30 мм, разработан и изготовлен вручную в ателье Чайкина. Имеет модуль надстройки реверсивной системы вращения стрелочных колес, указатель фаз Луны, а также модуль указателей хелеким и регаим.
Хелек (ивр. חלק‎), перев. «часть», множеств. хелеким ивр. חלקים‎.
1 хелек = 1/1080 часа, или 3 1/3 секунды. 1 рег = 1/76 хелека.

### Наручные механические часы с принципиально новым решением для индикации фаз Луны
В центр циферблата часов помещён шар диаметром 12 мм, символизирующий Луну. Указание лунных фаз осуществляется с помощью вращающейся полусферы, которая перемещается вокруг шара со скоростью движения Луны по своей орбите, и символизирует её теневую, неосвещённую сторону.

### Настольные часы сиудейским календарёми функцией «Шаббат»
Запатентованная функция позволяет часам никогда не останавливаться в Шаббат. Часы снабжены иудейским календарём, указателем фаз Луны, одноминутным турбийоном, индикатором запаса хода.

### Наручные механические часы с указателем периодов суток
В этих часах сутки разделены на четыре периода — утро (06:00-12:00), день (12:00-18:00), вечер (18:00-24:00) и ночь (00:00-06:00). Вращающийся диск с нанесённой на него разметкой «morning-day-evening-night» совершает четверть оборота один раз в 6 часов. При каждом повороте диска сменяется значение в окне индикатора, расположенном «на 6 часов». Индексы для чтения времени также меняют значение каждые 6 часов. Время читается с учётом показаний индикатора периодов суток. Ночью на циферблате видны числа от 12 до 5, утром — от 6 до 11, днём вновь от 12 до 5, и вечером — от 6 до 11.

### Наручные механические часы-кинопроекторс функцией анимации
Уникальное в своём роде усложнение повторяет принципы работы ранних кинопроекторов конца XIX века. Кнопка на боковой части корпуса запускает функцию анимации, и под характерный треск работающего кинопроектора часы показывают небольшой «фильм». Устройство для демонстрации анимации состоит из скачкового механизма с мальтийским крестом и диска с 12-ю изображениями лошади в различных фазах движения. Мальтийский крест позволяет осуществлять прокрутку диска не равномерно, а прерывисто, за счёт чего достигается большая чёткость анимированного изображения. Чтобы избежать эффекта смазывания при перемещении кадра, в механизм установлен обтюратор — небольшая шторка, перекрывающая картинку в момент начала её движения. Смена кадров при работе механизма анимации происходит за 0,08 секунд, с такой же скоростью работает и обтюратор.

### Наручные часы с индикацией минут в виде анимированных песочных часов
Запатентованное изобретение, позволяющее с помощью нескольких подвижных шторок натуралистично изобразить движение песка в песочных часах. Перемещаясь по сообщающимся колбам, «песок» указывает количество минут текущего часа.

### Наручные часы с одной стрелкой, указывающей часы и минуты
Запатентованное изобретение, где одна стрелка является попеременно указателем часов и минут. В обычном положении стрелка выполняет функцию указателя часов, при нажатии на кнопку, стрелка становится указателем минут.

### Наручные часы с одновременной индикацией времени во всех часовых зонах России
Запатентованное изобретение, где часы могут отображать время во всех 11 часовых зонах страны одновременно. В верхней части циферблата указаны названия российских городов, они соединены линией со шкалой указателя поясного времени. В нижней части циферблата изображена карта страны, разделенная на 11 частей — по числу часовых зон.

### Астрономические часы-пасхалия с указателем даты Православной Пасхи «Северная Пасхалия»
Сложные астрономические часы-пасхалия, выполняющие 17 различных функций. В часах впервые реализована запатентованная функция индикации времени России. Корпус часов — стилизация Исаакиевского собора.

### Астрономические часы-пасхалия с указателем даты Православной Пасхи «Московская Пасхалия»
Самые сложные часы, которые когда-либо создавались в России. 26 запатентованных усложнений, включая вечный календарь, содержащий указатели дней недели, месяца, фазы Луны, даты и года (до 9999), индикаторы запаса хода, индикатор критического резерва хода (впервые в мире), указатель високосного года, указатель аналеммы (впервые в мире), а также индикатор даты Православной Пасхи, переключающийся автоматически в начале каждого года. Гран-При выставки ювелирных и часовых брендов JUNWEX, Москва, 2016 г. Первая премия Гохрана России. В 2018 году часы вошли в Книгу Рекордов России.

### Наручные часы «Джокер» с двухдисковым указателем текущего времени в часах и минутах и указателем фазы Луны
Часы, ставшие одной из самых заметных новинок в 2017 году, кажутся очень эмоциональными за счёт удачного дизайнерского решения, позволившего сделать часовой и минутный циферблаты глазами, а указатель фаз Луны — знаменитой «улыбкой джокера». 11 ноября 2017 года уникальный экземпляр этой модели был продан на крупнейшем благотворительном аукционе Only Watch аукционного дома Christie's втрое дороже заявленной цены. Газета «Ведомости»

### Наручные часы с автоматоном Automaton Joker
Созданы в сотрудничестве со знаменитым независимым женевским часовщиком Свендом Андерсеном. Константин Чайкин дал блок индикации «Джокера», «лицо» часов, Свенд Андерсен — установленный на обороте механический блок анимации с игроками в покер.

### Наручные часы Clown
Выпуск этих часов, клона «Джокера», был инициирован выходом в сентябре 2017 года в прокат фильма ужасов «Оно: Часть 1» Андреса Мускетти. Константин Чайкин лимитировал производство «Клоуна» всего 27 экземплярами, и направил часть выручки на благотворительность. В 2018 году часы получили специальный приз жюри Женевского часового гран-при «За дерзость» (Audacity prize).

### Наручные часы «Джокер Селфи»
Значительно модифицированный вариант часов «Джокер», сконструированный и изготовленный в 2019 году в единственном экземпляре с целью поддержки Ассоциации Монако по борьбе с миопатиями (Association Monégasque Contre les Myopathies). Часы с антропоморфным циферблатом выполнены как автопортрет Константина Чайкина («первые в мире часы-автопортрет» — газета «Ведомости»), над дисковым указателем часа установлена миниатюрная лупа часовщика, корпус изготовлен из булата. Часы «Джокер Селфи» были проданы 9 ноября 2019 года на благотворительном аукционе Only Watch-2019, организованном фирмой Christie’s, за 70 000 швейцарских франков при предварительной оценке в 18 000–24 000 швейцарских франков.

### Наручные часы «Марс Конкверор Марк 3 Файтер»
Премьера часов состоялась 4 июня 2020 года. Разработка специального механизма, который способен производить одновременную индикацию времени на Земле и на Марсе, была инициирована планами колонизации Марса, высказанными Илоном Маском 29 сентября 2017 г. на Международном конгрессе астронавтики в Аделаиде. Измерение времени в традиционном часовом деле основывается на астрономических явлениях на Земле, поэтому за всю историю часового дела практически не было часов, измерение времени на которых привязывалось бы к астрономическим явлениям на других небесных телах. Часы «Марс Конкверор Марк 3 Файтер» — одни из первых представителей нового класса. Константин Чайкин фактически основывает новое направление в часовом деле — космические функции для наручных часов.

### Цифровой криптоарт-объект NFT-Joker
22 мая 2021 года на аукционе Ineichen Zurich за 42 тысячи швейцарских франков продан NFT-Joker, первый цифровой арт-объект, созданный часовщиком. NFT-Joker собран Константином Чайкиным из 42480 уникальных цифровых образов часов Joker, которые составляют последовательность из изображений, охватывающих период в два лунных месяца, и выполненных с интервалом в одну минуту.

### Наручные часы с марсианским турбийоном
Уникальные сложные часы «Марсианский Турбийон» (Martian Tourbillon Only Watch 2021 Piece Unique), созданные Константином Чайкиным для благотворительного аукциона Only Watch, были проданы 6 ноября 2021 года в Женеве (Швейцария) аукционной фирмой Christie’s за рекордно высокую для часов Чайкина сумму в 290 000 швейцарских франков (ориентировочно 22 400 000 рублей по курсу на 6.11.2021). До часов «Марсианский Турбийон» никто из часовщиков не создавал космический турбийон, работающий синхронно с вращением Марса, также это первые наручные механические часы, оснащённые марсианским календарём, действующим по системе американского инженера Томаса Гангале с индикацией марсианских даты и дня недели.

### Самые сложные наручные часы
Наручные часы «Звездочёт» (Stargazer), обладающие 17 усложнениями – самые сложные наручные часы, разработанные Константином Чайкиным, и самые сложные наручные часы за всю историю российского часового дела. Для этих часов мастер изобрёл три новых астрономических усложнения: графический индикатор активности солнца, дискретный указатель фазы Луны и указатель азимута восхода и заката солнца. 

### Испытания часов в космосе
С 2020 по 2021 год Константин Чайкин произвёл разработку автоматического хронографа с дополнительным 4-дневным счётчиком длительности миссии. Разработка была выполнена совместно с госкорпорацией «Роскосмос» с целью исследования функционирования часов в условиях космического полёта, в невесомости и в открытом космосе. Было изготовлено два прототипа Konstantin Chaykin x Roscosmos Space Conqueror Prototype 1 и 2, которые были доставлены на МКС 9 апреля 2021 года космонавтом Олегом Новицким. Space Conqueror Prototype 1 испытывался внутри МКС, Prototype 2 надевался на скафандр «Орлан-МКС» для испытаний в открытом космосе, где, в частности, измерялась динамика изменения температуры корпуса часов. 17 октября 2021 года оба прототипа были возвращены на Землю, Константин Чайкин после анализа результатов испытаний модифицировал способ крепления часового стекла. 18 марта 2022 года, после модернизации, оба прототипа снова были направлены на МКС для продолжения испытаний, которые проводились космонавтом Олегом Артемьевым. После его возвращения на Землю часы остались на МКС для дальнейших исследований.

### Самые тонкие часы в мире
В 2024 году Константин Чайкин принял участие в необъявленной гонке ультратонких механических наручных часов, которая была в предыдущие годы предпринята швейцарскими брендами Piaget, Richard Mille и Bulgari. Он разработал часы ThinKing толщиной в 1,65 мм, самые тонкие часы в мире. 10 мая 2025 года ThinKing, ультратонкие часы из никелевого сплава, с дополнительным автоматическим корпусом-носителем PalanKing из титана проданы аукционным домом Phillips за 508 000 швейцарских франков. 

## Астероид 301522 Chaykin
Леонид Еленин, российский астроном, первооткрыватель комет C/2010 X1 и P/2011 NO1, а также свыше 500 астероидов, дал название «Чайкин» (англ. Chaykin) астероиду 301522 (2009 FX23) (см. Значения названий малых планет), который был открыт им 22 марта 2009 года. Наименование подтверждено Международным астрономическим союзом. Астероид 301522 Chaykin  находится в главном поясе астероидов, его диаметр составляет примерно 3,528 км, а период обращения вокруг Солнца – 2041,64 дня (5,59 года).

## Награды
- Заслуженный изобретатель Российской Федерации (17 ноября 2022 года) — за многолетнюю плодотворную изобретательскую деятельность[35]
- Медаль Министерства финансов России «За трудолюбие и искусство»
- Специальный приз «За дерзость» жюри женевского Гран-при высокого часового искусства GPHG-2018
- Золотая медаль ВОИС «За изобретательство»